# Lagisca zibrowii
Lagisca zibrowii är en ringmaskart som beskrevs av Hartmann-Schröder 1992. Lagisca zibrowii ingår i släktet Lagisca och familjen Polynoidae. Inga underarter finns listade i Catalogue of Life.